# Ytstøy
Ytstøy est une île norvégienne du comté de Hordaland appartenant administrativement à Stord.

## Description
Rocheuse et couverte d'arbres, elle s'étend sur environ 312 m de longueur pour une largeur approximative de 193 m.